# Явожно
Яво́жно (пол. Jaworzno) — місто на півдні Польщі, у Сілезькому воєводстві. Належить до Краківського кам'яновугільного басейну. Населення 95 520 осіб (2008). Незважаючи на приналежність до Сілезького воєводства з 1999 року, Явожно не є частиною Сілезії, а частиною Малопольщі, а до 1975 року належало до Краківського воєводства.

## Історія
На околиці міста (у так званому «веселому містечку») містилася одна з філій гітлерівського концтабору Освенцим.
Після закінчення Другої світової війни у Явожні поляками для українців організований концентраційний табір. За колючим дротом з електричним струмом опинилося близько 4 тис. українців, серед яких понад 800 жінок і біля десятка дітей, 22 греко-католицьких і 5 православних священиків. Саме про ув'язнення тут українців вирішило Політбюро Польської об'єднаної робітничої партії на засіданні 23 квітня 1947 р.
До табору не потрапляли члени ОУН і УПА, яких, згідно з рішенням Департаменту юстиції Міністерства національної оборони, судив суд Операційної групи «Вісла», а після його розпуску — військові окружні суди. Тільки на смертну кару вони засудили майже 500 цивільних осіб.
Відійшли у вічність з в'язнів концтабору ще щонайменше 161 особа. Загиблих у таборі ховали в розташованому поблизу лісі, в нашвидкуруч викопаних між деревами могилах. Для цього виїжджав спеціальний возик із двома колесами та кілька в'язнів у супроводі конвою. Місця поховань не позначалися, а самі поховання відбувалися в таємниці. Зважаючи на це, важко наразі з'ясувати, де знаходяться всі могили.
Концтабір існував до березня 1949 р., коли звільнили більшість в'язнів. Вони отримали спеціальні посвідчення, що начебто були звільнені з арештів. При цьому підписували зобов'язання ніколи навіть не згадувати про Явожно.

## Економіка
Видобуток вугілля, хімічний, скляний цементний заводи. Велика ТЕС (рос.).

## Демографія
Демографічна структура станом на 31 березня 2011 року:
|          | Загалом | Допрацездатний вік | Працездатний вік | Постпрацездатний вік |
| -------- | ------- | ------------------ | ---------------- | -------------------- |
| Чоловіки | 46038   | 7998               | 32868            | 5172                 |
| Жінки    | 48694   | 7599               | 29840            | 11255                |
| Разом    | 94732   | 15597              | 62708            | 16427                |

## Відомі люди
У 1865 у Щаковій (нині район Явожна) народився Антон Попель, видатний львівський скульптор, автор пам'ятника Адаму Міцкевичу у Львові. Із Явожно походить знаний діяч ПОРП, силових структур і спецслужб ПНР Францишек Шляхциц.
Відвідати Явожно найлегше з Кракова: кожні півтори години ходять маршрутки від зупинки за залізничним вокзалом. Можна також доїхати від залізничного вокзалу потягами.

## Галерея

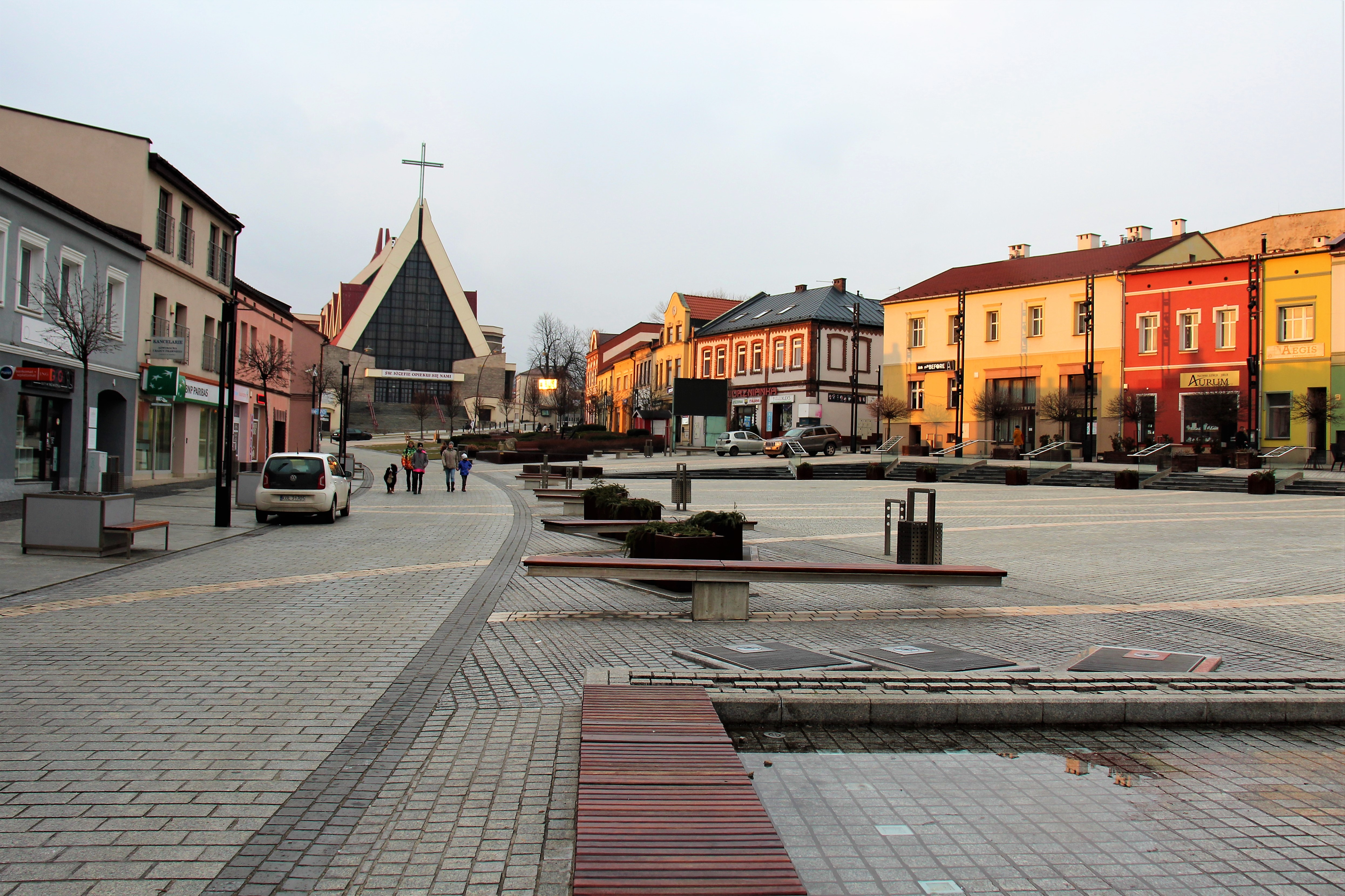
Центр міста
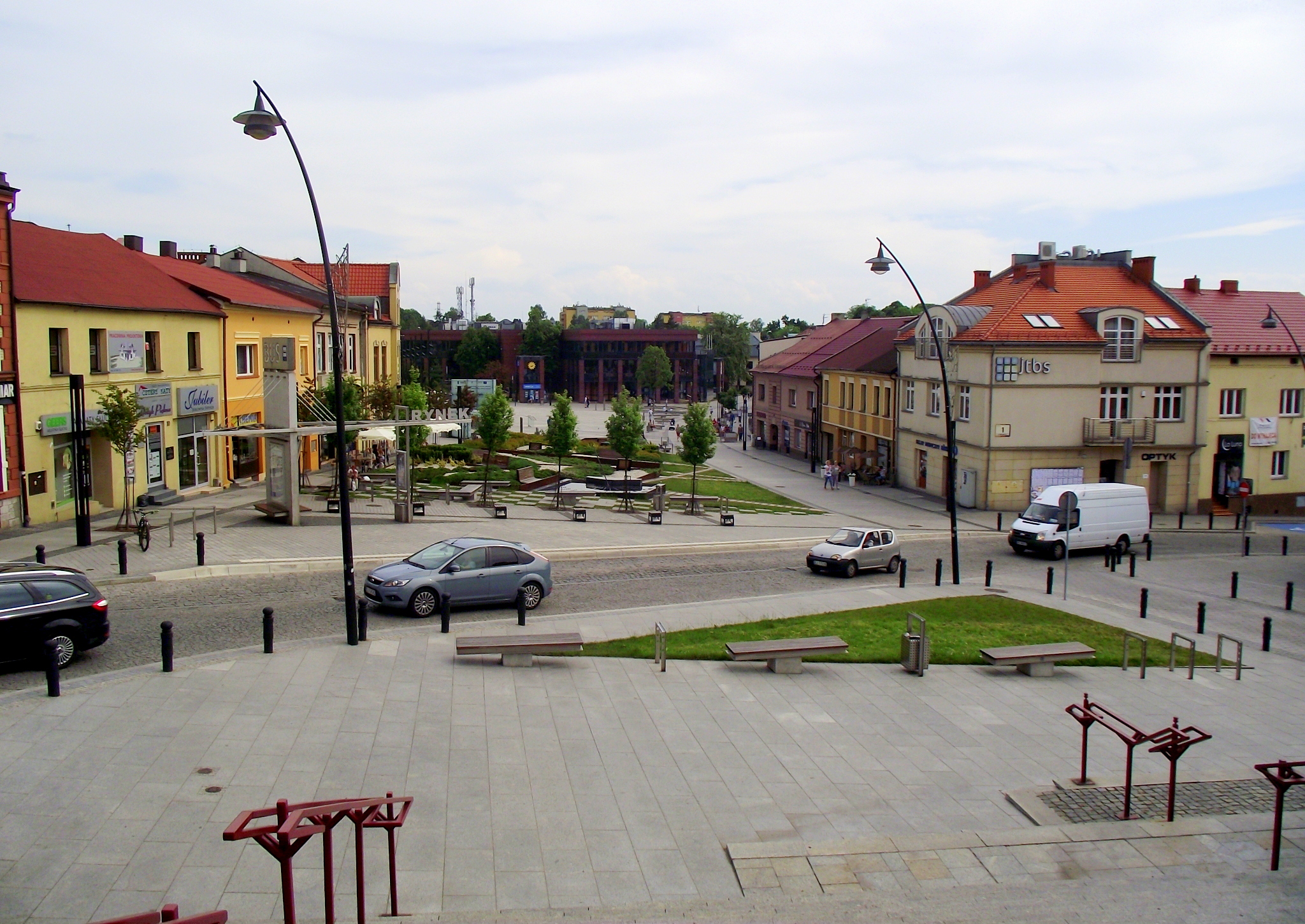
Центр міста
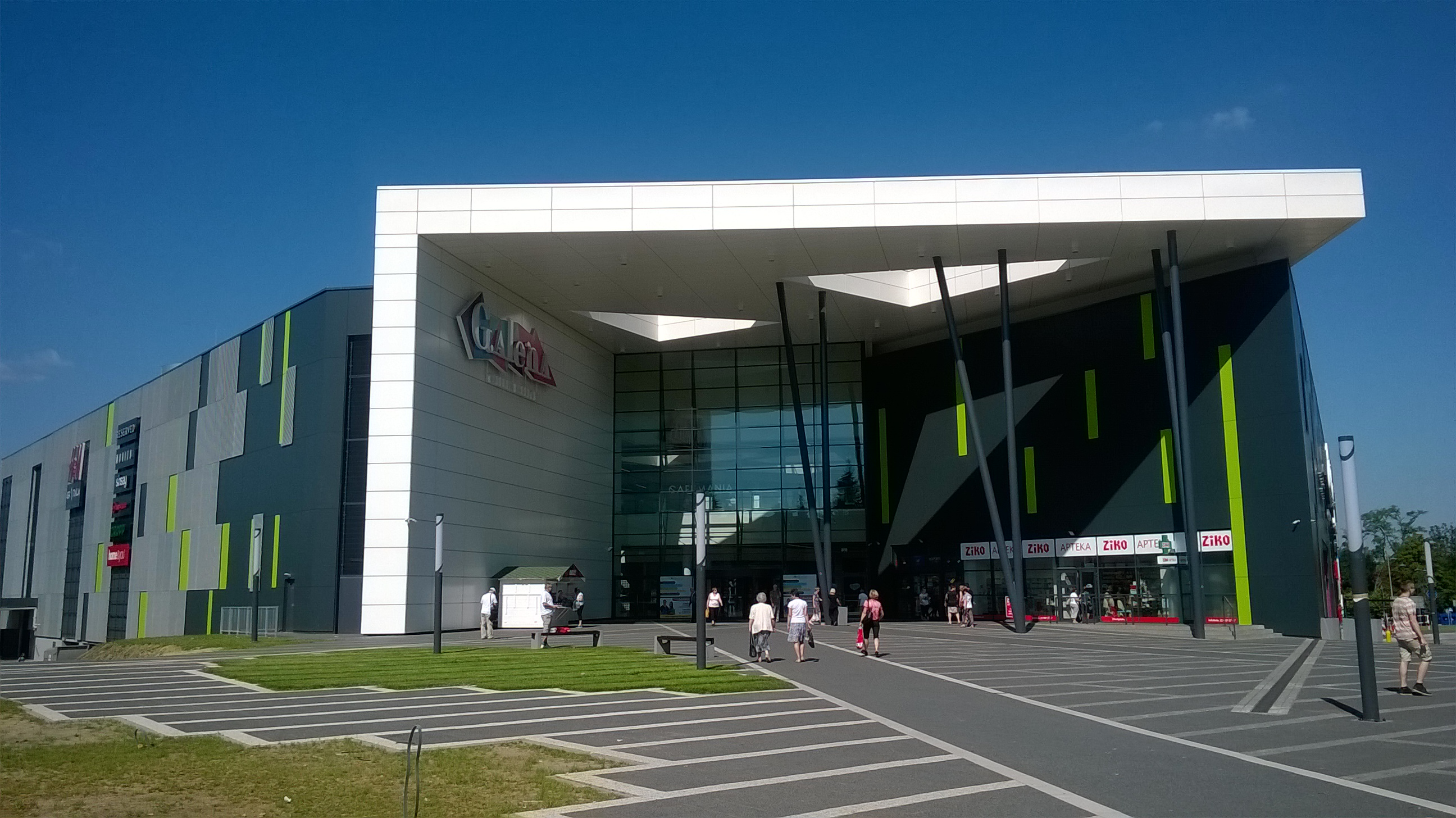
Галерея Галена
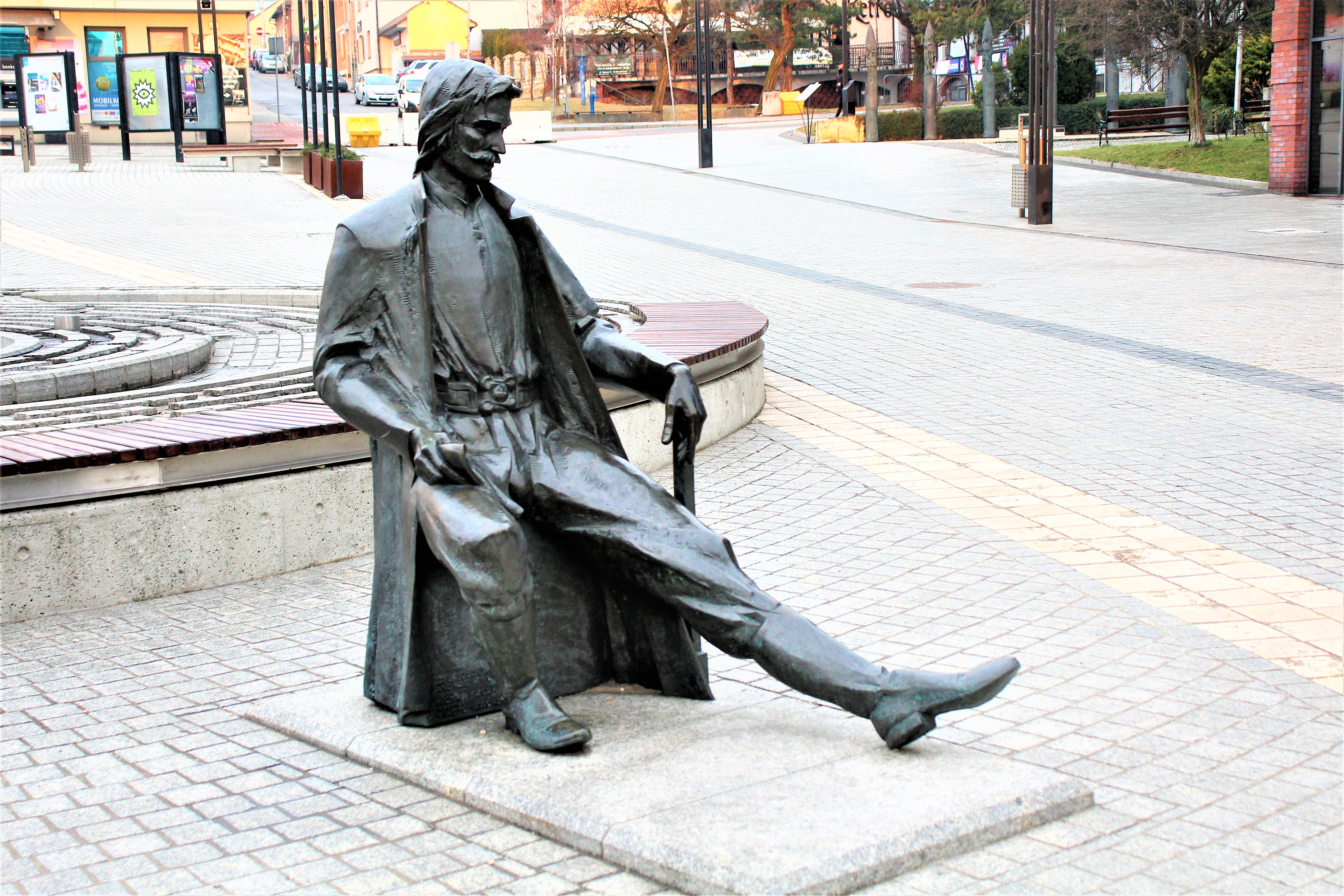
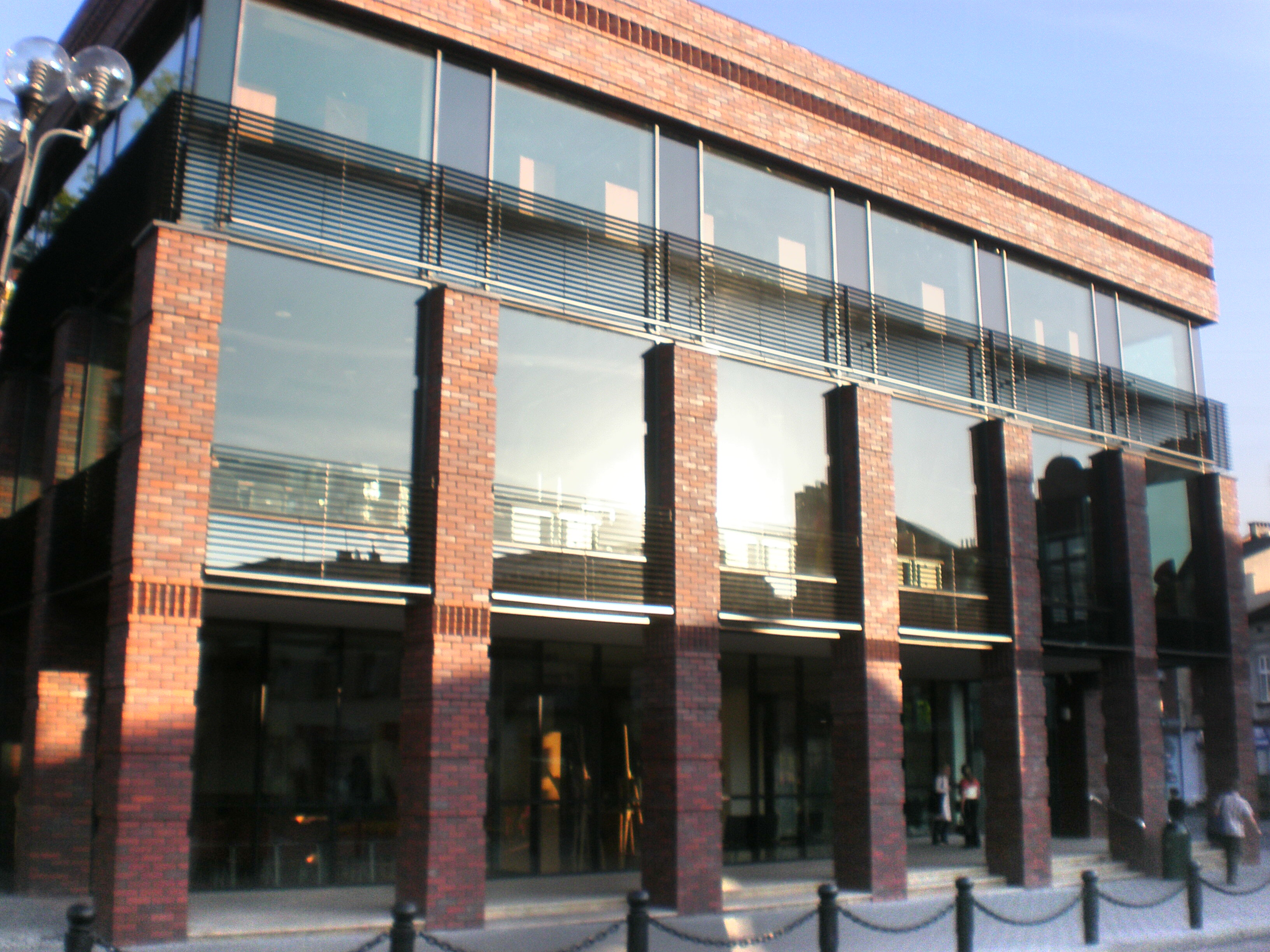
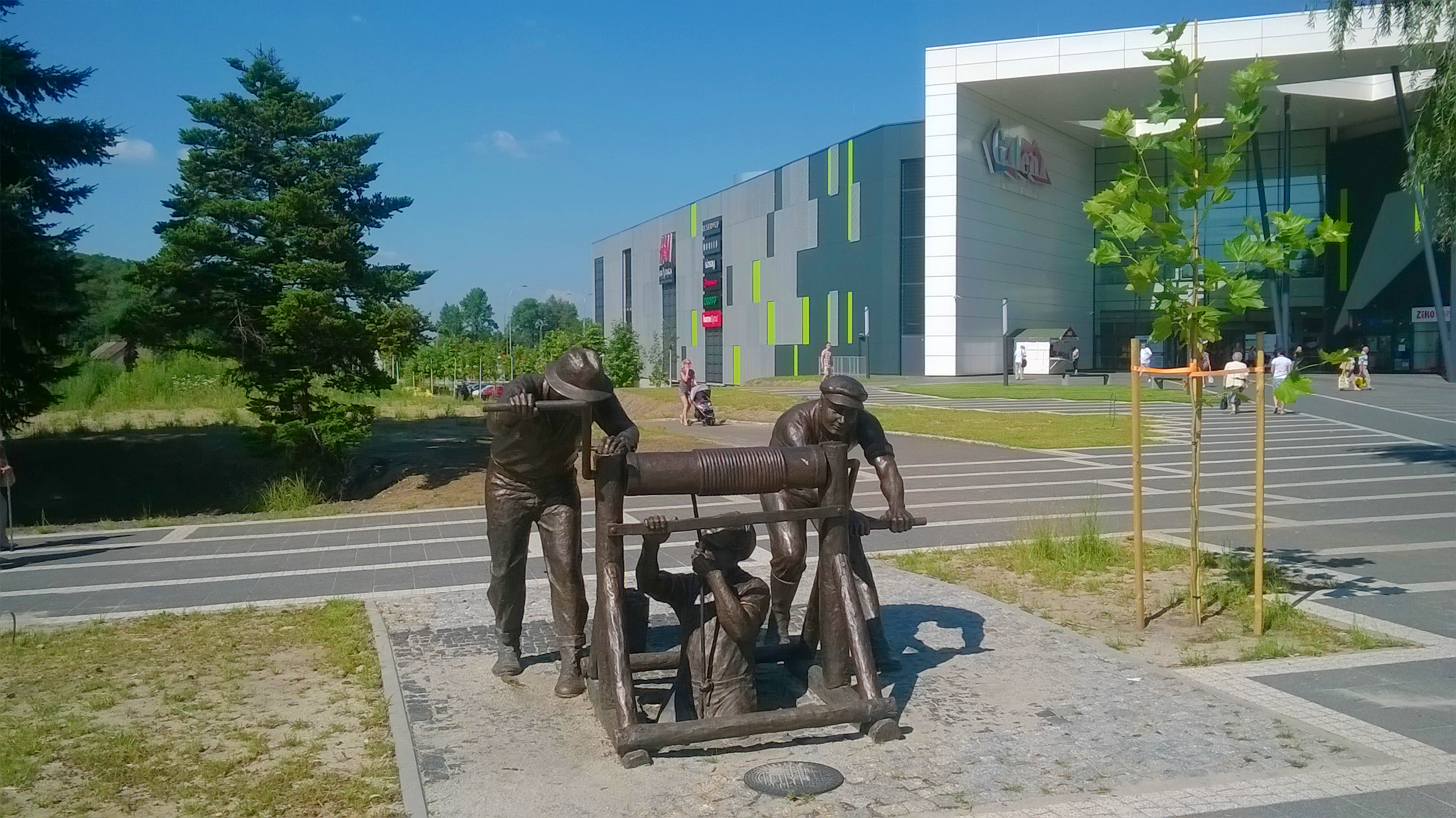
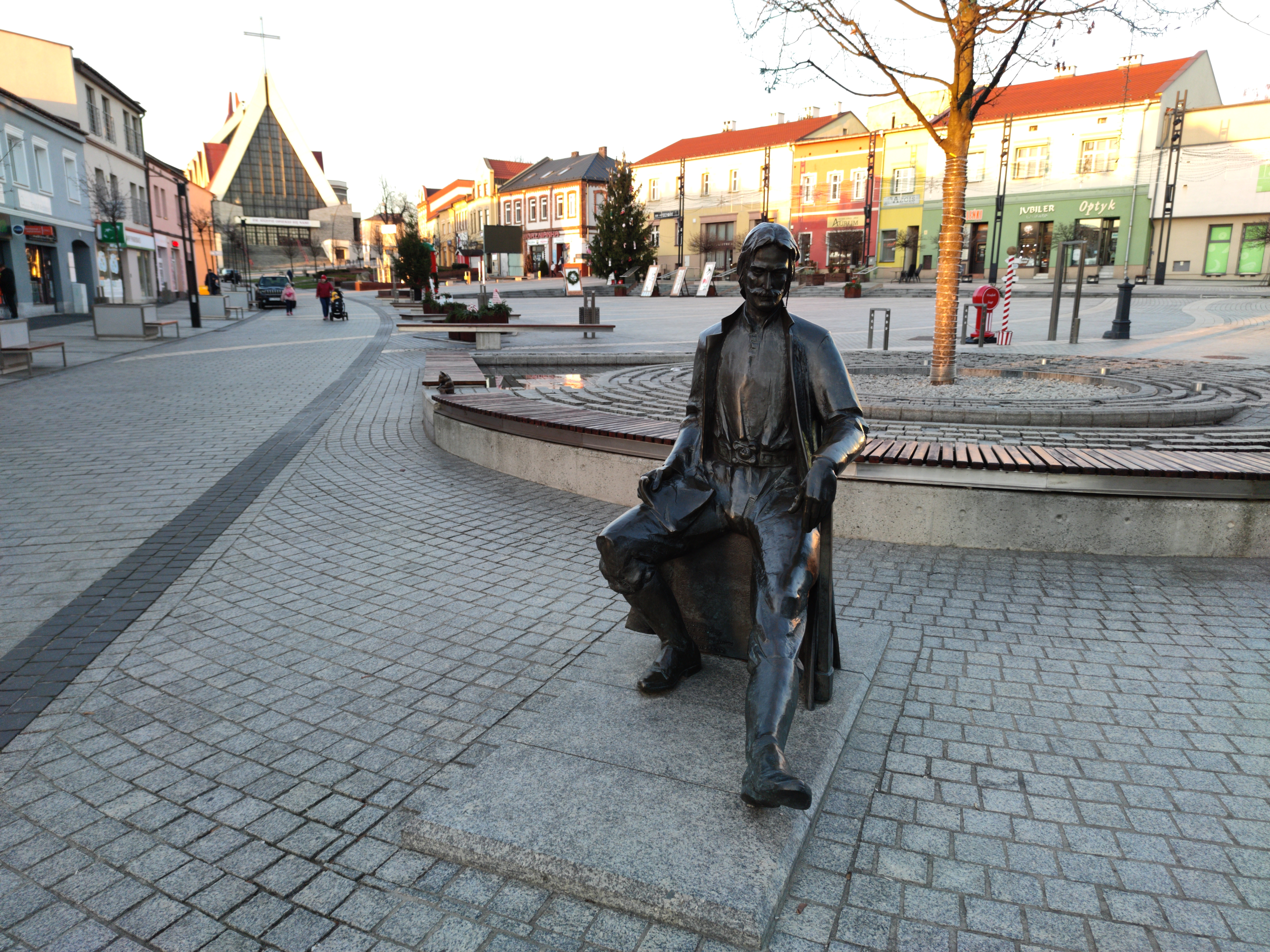
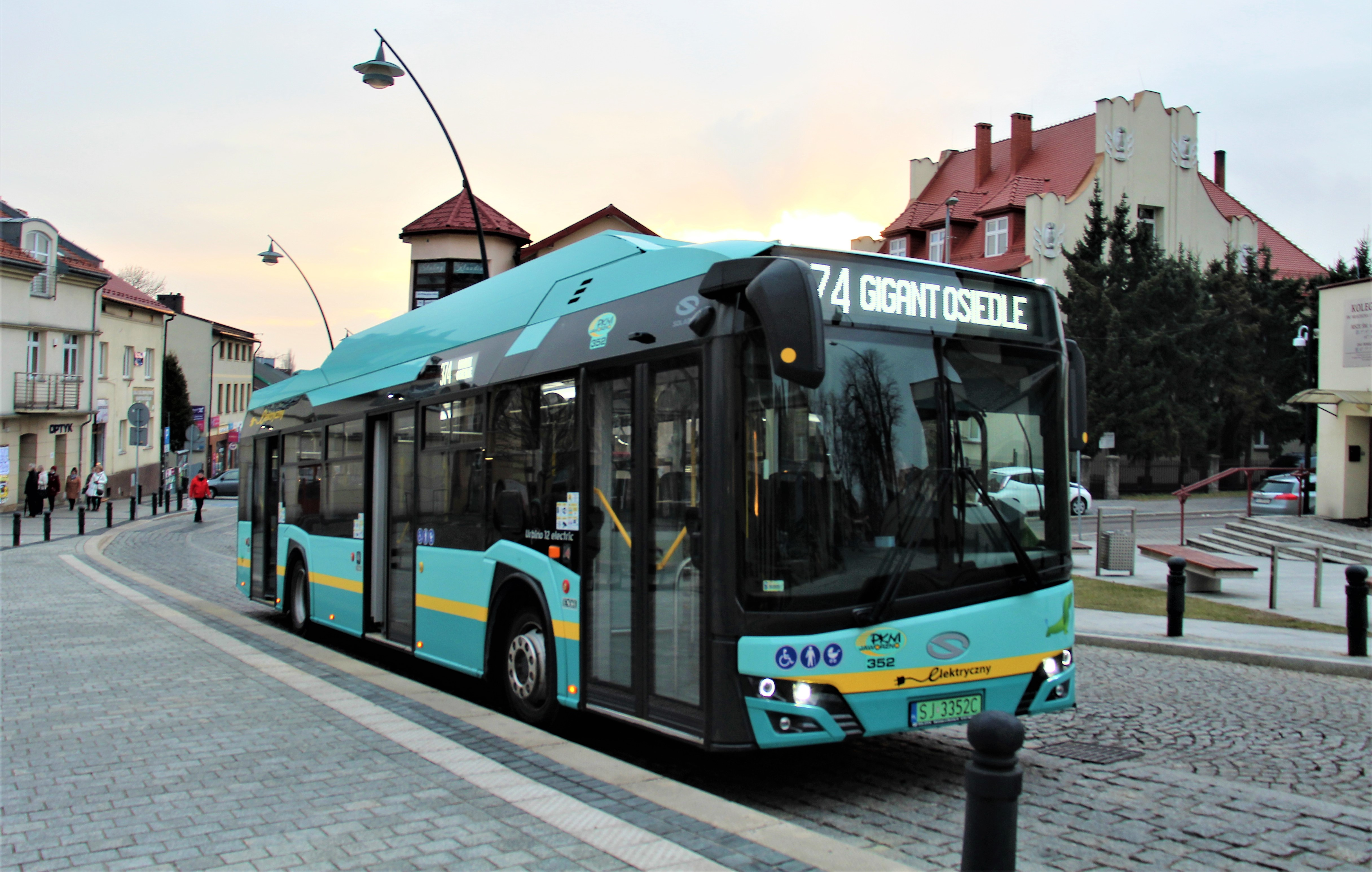